# Жилтеш
Жи́лтеш (болг. Жълтеш) — село в Габровській області Болгарії. Входить до складу общини Габрово.

## Населення
За даними перепису населення 2011 року у селі проживали 274 особи.
Національний склад населення села:
| Національність   | Кількість осіб | Відсоток |
| ---------------- | -------------- | -------- |
| болгари          | 265            | 97,1%    |
| інша             | 3              | 1,1%     |
| Всього відповіли | 273            |          |

Розподіл населення за віком у 2011 році:
Динаміка населення: